# Блејд (филм из 1998)
Блејд (енгл. Blade) амерички је суперхеројски филм из 1998. године, режисера Стивена Норингтона, према сценарију који је написао Дејвид С. Гојер. Заснован на истоименом лику из Марвелових стрипова, Блејд је први филм у истоименој трилогији. Насловну улогу тумачи Весли Снајпс, док су у осталим улогама Стивен Дорф, Крис Кристоферсон, Н'Буше Рајт, Донал Лоуг, Сана Лејтан и Арли Џовер. Радња прати Блејда, човека са вампирским моћима, али не и њиховима слабостима, који се бори са вампирима.
Филм је у америчким биоскопима објављен 21. августа 1998. и остварио је комерцијални успех, зарадивши преко 131 милион долара широм света. Упркос помешаним реакцијама критичара, пријем код публике је био позитивнији и филм је временом стекао култни статус. Улога Блејда се сматра једном од Снајпсових најзначајнијих улога.
Блејд је био један од првих мрачнијих суперхеројских филмова, као и први успешан Марвелов филм, постављајући преседан што се тиче даљих адаптација стрипова. Прате га два наставка: Блејд 2 (2002) и Блејд: Тројство (2004). Снајпс је каснио поновио своју улогу у Марвеловом филмском универзуму, у филму Дедпул и Вулверин (2024).

## Радња
Године 1967. вампир је напао трудну жену, због чега је кренула у превремени порођај. Лекари су успели да спасу њену бебу, али жена је умрла.
Тридесет година касније, дете је постало ловац на вампире Блејд, који је познат као Дневни Шетач, хибрид човека и вампира који поседује натприродне способности вампира без њихових слабости, осим потребе да конзумира људску крв. Блејд упада у рејв клуб у Лос Анђелесу у власништву вампира Дикона Фроста. Полиција одводи једног од вампира у болницу, где он убија др Кертиса Веба и храни се хематолошкињом Карен Џенсон, након чега бежи. Блејд води Карен у сигурну кућу где је лечи његов стари пријатељ Абрахам Вислер. Вислер објашњава да он и Блејд воде тајни рат против вампира користећи оружје засновано на њиховим елементарним слабостима, као што су сунчева светлост, сребро и бели лук. Пошто је Карен сада „обележена” угризом вампира, и он и Блејд јој говоре да напусти град.
На састанку савета чистокрвних вампирских старешина, Фрост, вођа фракције млађих вампира, укорен је због покушаја да подстакне рат између вампира и људи. Пошто Фрост и његова врста нису природно рођени вампири, сматрају се друштвено инфериорним. У међувремену, враћајући се у свој стан, Карен је нападнута од стране полицајца Кригера, који је фамилијар, човек одан вампирима. Блејд побеђује Кригера и користи његове информације да лоцира архиву која садржи странице из „вампирске библије”.
Кригер обавештава Фроста о томе шта се догодило, а Фрост га убија. Фрост је такође погубио једног од старешина, а осталима одузима ауторитет, као одговор на раније непоштовање које му је исказано на савету вампира. У међувремену, Блејд наилази на Перла, морбидно гојазног вампира, и мучи га ултраљубичастим светлом како би открио да Дикон жели да заповеди ритуал у којем ће користити дванаест чистокрвних вампира да пробуди „бога крви” Ла Магру, као и да је његова крв кључ.
Касније, у скровишту, Блејд себи убризгава посебан серум који потискује његову жељу да пије крв. Међутим, серум почиње да губи своју ефикасност због прекомерне употребе. Док експериментише са антикоагулансом ЕДТА као могућом заменом, Карен открива да експлодира када се комбинује са вампирском крвљу. Она успева да синтетише вакцину која може да излечи заражене, али сазнаје да неће деловати на Блејда. Карен је уверена да може да излечи Блејдову крвожедност, али ће јој бити потребне године лечења.
Фрост и његови људи нападају скровиште, заразе Вислера и отимају Карен. Када се Блејд врати, помаже Вислеру да изврши самоубиство. Када Блејд покуша да спасе Карен из Фросовог пентхауса, шокиран је када пронађе своју мајку, још увек живу, која открива да се повратила оне ноћи када је нападнута и да ју је довео Фрост, који се појављује и открива да је управо он вампир који ју је угризао. Блејд је тада савладан и одведен у Храм вечне ноћи, где Фрост планира да изведе ритуал призивања Ла Магре. Карен је бачена у јаму да би је прогутао Веб, који се трансформисао у распадајуће створење налик зомбију. Карен повређује Веба и успева да побегне. Блејду је исцеђена крв, али Карен му дозвољава да пије из ње, омогућавајући му да се опорави. Фрост завршава ритуал и добија моћи Ла Магре. Блејд се супротставља Фросту након што је убио све његове слуге, укључујући и своју мајку. Током њихове борбе, Блејд убризгава Фросту своје шприцеве; предозирање серумом узрокује да се његово тело надува и експлодира, убивши га.
Карен нуди помоћ Блејду да се излечи; уместо тога, он тражи од ње да направи побољшану верзију серума како би могао да настави свој рат против вампира. У кратком епилогу, Блејд се суочава са вампиром у Москви.

## Улоге
| Глумац            | Улога            |
| ----------------- | ---------------- |
| Весли Снајпс      | Блејд            |
| Крис Кристоферсон | Абрахам Вислер   |
| Стивен Дорф       | Дикон Фрост      |
| Н'Буше Рајт       | др Карен Џенсон  |
| Донал Лоуг        | Квин             |
| Удо Кир           | Џитано Драгонети |
| Трејси Лордс      | Ракел            |
| Сана Лејтан       | Ванеса Брукс     |
| Арли Џовер        | Меркјури         |
| Кевин Патрик Волс | полицајац Кригер |
| Тим Гини          | др Кертис Веб    |
| Ерик Едвардс      | Перл             |

## Зарада
Филм је у САД зарадио 70.087.718 $.
- Зарада у иностранству - 61.095.812 $
- Зарада у свету - 131.183.530 $